# Commission Rogers

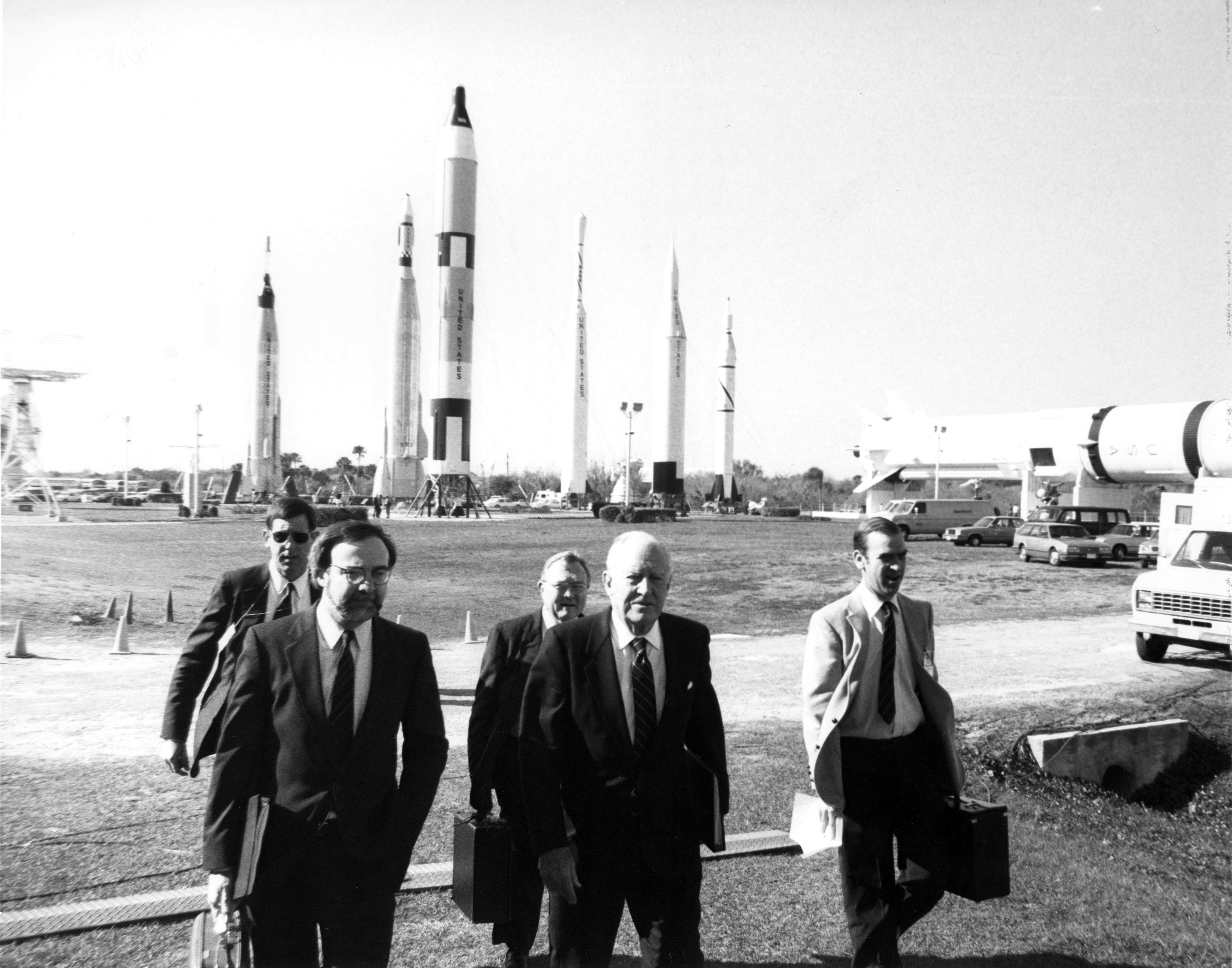
Les membres de la commission Rogers arrivent au centre spatial Kennedy.

La commission Rogers, de son nom officiel commission présidentielle sur l'accident de la navette spatiale Challenger (en anglais : Rogers Commission ou Presidential Commission on the Space Shuttle Challenger Accident) est une commission présidentielle américaine désignée pour enquêter sur l'accident de la navette spatiale Challenger lors de son décollage, le 28 janvier 1986.

## Membres de la commission
La commission était composée de 13 membres :
- William P. Rogers (1913-2001), président, ancien secrétaire d'État des États-Unis ;
- Neil A. Armstrong (1930-2012), vice-président, ancien astronaute, premier homme sur la Lune ;
- David Campion Acheson (né en 1921), avocat ;
- Eugene E. Covert (1926-2015), spécialiste aéronautique, ancien chef scientifique de l'US Air Force ;
- Richard P. Feynman (1918-1988), prix Nobel de physique 1965 ;
- Robert B. Hotz (1915-2006), spécialiste aéronautique ;
- Donald J. Kutyna (né en 1933), ancien général de l'US Air Force ;
- Sally K. Ride (1951-2012), ancienne astronaute et ayant volé sur Challenger, première femme américaine dans l'espace ;
- Robert W. Rummel (1915-2009) ; représentant de la Trans World Airlines
- Joseph F. Sutter (1921-2016), ingénieur aéronautique, le « père » du Boeing 747 ;
- Arthur B. C. Walker, Jr. (1936-2001) astrophysicien ;
- Albert D. "Bud" Wheelon (1929-2013), ingénieur membre du California Institute of Technology (Caltech) ; membre de la CIA ;
- Charles Elwood "Chuck" Yeager (1923-2020), ancien pilote d'essai de l'US Air Force, premier homme à franchir le mur du son.

## Rapport de la commission
La commission publia un rapport officiel de 225 pages le 9 juin 1986, documentant les facteurs techniques et managériaux ayant conduit à l'accident.
Elle détermina que la cause de l'accident était une défaillance d'un des joints toriques du booster droit. Le joint défaillant laissa passer des gaz chauds sous pression qui entrèrent en contact avec le réservoir central, conduisant à son explosion. Les joints n'étaient pas conçus pour avoir une élasticité — donc une étanchéité suffisante — par basses températures, ce qui était le cas le jour du lancement.
Mais elle mit également en cause la NASA et son fournisseur Morton Thiokol en raison de leurs incapacités à mettre au point un joint adéquat. La commission découvrit que, dès 1977, les ingénieurs de la NASA étaient au courant du problème des joints toriques, mais aussi que cela pouvait avoir des conséquences catastrophiques. Cela conduisit la commission Rogers à en conclure que l'accident de Challenger était « un accident ayant ses racines dans l'Histoire » (en anglais : an accident rooted in history).
Le rapport critiqua aussi fortement le processus de décision conduisant à l'autorisation de lancement, indiquant qu'il était sérieusement « défectueux » (flawed). Le rapport apporta des preuves que les managers de la NASA ignoraient les inquiétudes des ingénieurs de Thiokol sur les effets du froid sur les joints et ne comprirent pas que Rockwell (constructeur de la navette) voyait l'important givrage présent sur le pas de tir comme une contrainte au lancement, faisant dire à la commission :
« des failles dans la communication... résulta une décision de lancement basée sur des informations incomplètes et parfois fausses, sur une opposition entre données d'ingénierie et jugements du management et sur une structure managériale de la NASA, qui permettait à des problèmes concernant la sécurité du vol d'être ignorés des managers clés du programme de la navette. »

## Rôle de Richard Feynman
L'un des membres les plus connus de la commission était le physicien Richard Feynman. Son style d'investigation avec ses propres méthodes directes en dehors du programme de la commission le mis à part des autres membres et suscita le commentaire de Rogers que « Feynman était en train de devenir une vraie douleur ». Feynman fit une démonstration restée célèbre sur la manière dont les joints circulaires devinrent moins efficaces et sujets à des défauts d'étanchéité par températures glaciales en plongeant un échantillon de joint dans un verre rempli d'eau glacée. Les propres investigations de Feynman révélèrent aussi une déconnexion entre les ingénieurs et les cadres de la NASA qui fut bien plus surprenante qu'attendue. Ses interviews de responsables de haut rang de la NASA révélèrent des malentendus surprenants sur des concepts élémentaires. Un tel concept était la détermination d'un facteur de sécurité.

## Suites de l'accident
Le temps que la commission communique son rapport puis que des réaménagements soient effectués sur les autres navettes, les vols furent interrompus. Ils ne reprirent qu'en septembre 1988 (Discovery, vol STS-26), tandis qu'une nouvelle navette fut construite, Endeavour, portant à nouveau à quatre le nombre de navettes disponibles.
En janvier 2003 se produisit un nouvel accident : la navette Columbia se désintégra au-dessus du Texas lors de sa rentrée dans l'atmosphère, tuant à nouveau les sept membres de la mission (vol STS-107). Sally Ride, qui avait fait partie de la Commission Rodgers, fut également intégrée à la commission d'enquête.
Aucune autre navette ne fut construite. Les dysfonctionnements se succédant par la suite sur les navettes restantes, celles-ci furent peu à peu déclarées vétustes. Le programme s'acheva le 21 juillet 2011 avec le 135e vol, alors qu'il était initialement prévu 500 vols.
Par la suite et jusqu'en 2020, les astronautes américains furent contraints d'utiliser les vaisseaux russes Soyouz pour rejoindre la station spatiale internationale, ne disposant d'aucun autre moyen fourni par leur pays. En 2020, la NASA commence à utiliser le Crew Dragon de SpaceX.